# Sporophile de Maximilien
Sporophila maximiliani
Espèce
Statut de conservation UICN

 EN A2cd+3cd+4cd : En danger
Le Sporophile de Maximilien (Sporophila maximiliani) est une espèce de passereau appartenant à la famille des Thraupidae.

## Répartition
Cet oiseau vit au nord de la Bolivie, à l'est du Venezuela, au Guyana, au Suriname, en Guyane française et au Brésil.

## Habitat
Cette espèce peuple les fourrés ripariens et les marais d'eau douce jusqu'à 1 100 m d'altitude. En Colombie, elle fréquente aussi les rizières.